# Vierzehntropfiger Marienkäfer

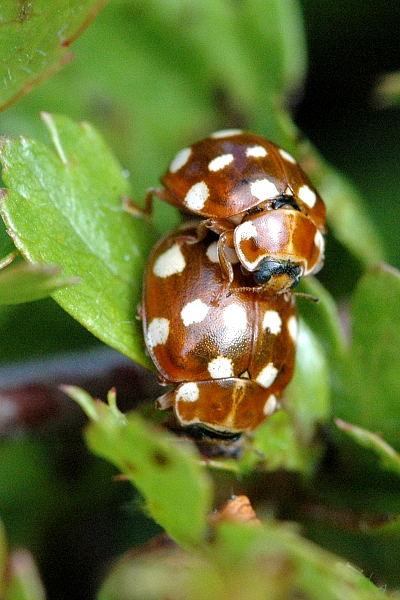
Braune Farbvariante bei der Paarung

Der Vierzehntropfige Marienkäfer oder Blattfloh-Marienkäfer (Calvia quatuordecimguttata) ist ein Käfer aus der Familie der Marienkäfer (Coccinellidae).

## Merkmale
Die Käfer werden ca. 4,5 bis 6 Millimeter lang und haben einen breiten, ovalen und gewölbten Körper. Ihre Deckflügel sind hell braunrot bis braun gefärbt und tragen je sieben weißliche Punkte, wobei jeweils vier paarweise auf beiden Seiten der Flügeldeckennaht angeordnet sind. An das zweite Paar von vorne grenzen nach außen etwa auf gleicher Höhe je zwei weitere Punkte an, sodass insgesamt sechs in einer Reihe stehen. Der Halsschild ist ebenfalls braunrot gefärbt und hat in den hinteren Ecken je einen kleinen, weißlichen Fleck. Sowohl die Fühler als auch die Beine sind braun gefärbt. 

### Ähnliche Arten
- Licht-Marienkäfer (Calvia decemguttata)

## Vorkommen
Die Käfer kommen in der gesamten Paläarktis und Nordamerika vor, sie fehlen aber im hohen Norden. Sie leben sowohl an feuchten als auch trockenen Stellen, wie zum Beispiel an Waldrändern und Wiesen. Sie kommen lokal häufig vor.

## Lebensweise
Die Käfer überwintern meist im Bodenstreu. Wie die meisten Marienkäferarten ernähren sich sowohl die Imagines als auch die Larven der Vierzehntropfigen Marienkäfer von Blattläusen, aber auch von Blattflöhen. 